# Glodianus areolatus
Glodianus areolatus är en stekelart som först beskrevs av Taschenberg 1876.  Glodianus areolatus ingår i släktet Glodianus och familjen brokparasitsteklar. Inga underarter finns listade i Catalogue of Life.